# Janata Dal (United)

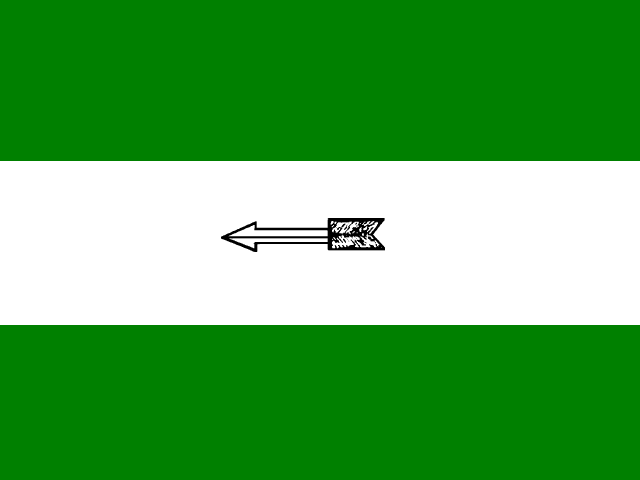
Parteifahne von Janata Dal United

Die Janata Dal (United) (Hindi जनता दल (यूनाइटेड)), abgekürzt JD(U) ist eine indische Partei. Sie ist vorwiegend in den Bundesstaaten Bihar und Manipur präsent. Sie hat ihren Sitz in Patna. Vorsitzender ist Nitish Kumar (Stand 2018).

## Parteigeschichte

### Entstehung und Entwicklung bis 2015
Die Partei entstand als eine der sogenannten Janata parivar parties im Jahr 1999 durch Spaltung der Janata Dal. Eine Janata Dal-Fraktion wollte bei der anstehenden Parlamentswahl die Bharatiya Janata Party (BJP) unter Premierminister Atal Bihari Vajpayee unterstützen. Eine andere Fraktion lehnte das hindu-nationalistische Gedankengut der BJP ab und wollte eine strikte Äquidistanz zwischen BJP und der Kongresspartei einhalten.
Aus der ersten Fraktion entstand die Janata Dal (United), aus der zweiten ging die Janata Dal (Secular) hervor. Die Janata Dal (United) entwickelte ihren Schwerpunkt vor allem im nördlichen Bundesstaat Bihar, während die Janata Dal (Secular) schwerpunktmäßig im südlichen Karnataka aktiv wurde.
Am 30. Oktober 2003 fusionierte die Samata Party mit der JD(U), wobei der Parteiname der letzteren beibehalten wurde. Ram Sundar Das und George Fernandes waren bedeutende Gründungsmitglieder. Hauptkonkurrent der JD(U) ist die Rashtriya Janata Dal (RJD) in Bihar.
Janata Dal (United) gehörte bis 2013 der BJP-geführten National Democratic Alliance an, trat dann jedoch aus der Allianz aus, nachdem Narendra Modi Spitzenkandidat der BJP für die Parlamentswahl 2014 geworden war. Bei der Parlamentswahl 2014 errang die Partei nur 2 Mandate.

### Entwicklungen seit 2015
Am 4. April 2015 gaben mehrere Janata Dal-Nachfolgeparteien bekannt, dass sie sich zu einer einzigen Partei „Janata Parivar“ vereinigen wollten. Die sechs Parteien waren neben der Janata Dal(United) die Samajwadi Party, Janata Dal (Secular), Rashtriya Janata Dal, Indian National Lok Dal und Samajwadi Janata Party. Die Vereinigung erfolgte am 15. April 2015. Allerdings spaltete sich die Samajwadi Party wieder ab und die Fusion wurde rückgängig gemacht. Eine anschließende Einigungskonferenz verlief ergebnislos.
Nach der Wahl zum Parlament Bihars zwischen dem 12. Oktober und dem 5. November 2015 wurde JD(U)-Parteivorsitzender Nitish Kumar wieder zum Chief Minister gewählt. Die JD(U) hatte die Wahl im Bündnis mit der Kongresspartei und der RJD bestritten. Die gebildete „grand alliance“ (Mahagathbandhan) der drei Parteien zerbrach allerdings Ende Juli 2017. Danach ging die JD(U) eine Koalition mit der BJP und der kleineren Lok Janshakti Party ein. Nitish Kumar blieb weiter Chief Minister.
Mit diesen Entwicklungen erklärte sich ein Teil der Partei unter Führung des Ex-Parteivorsitzenden Sharad Yadav nicht einverstanden und übte Kritik am Parteivorsitzenden Kumar, dem sie Verrat der Wählerinteressen vorwarf. Es kam in der Folge zur Abspaltung eines Parteiflügels unter Sharad Yadav und anschließend entspann sich ein Streit, welche Parteifraktion – die von Nitish Kumar oder die von Sharad Yadav – die legitime JD(U) sei und deren Parteisymbole weiterbenutzen dürfe. Am 17. November 2017 erkannte die Zentrale Indische Wahlkommission der Fraktion von Nitish Kumar das Recht zu, weiter die Symbole der JD(U) weiterzuverwenden. Am 18. Mai 2018 entstand aus Sharad Yadavs ehemaliger JD(U)-Fraktion eine neue Partei, die Loktantrik Janata Dal.
Bei der Parlamentswahl in Bihar im Oktober/November 2020 trat die JD(U) im Bündnis mit der BJP an. Die Allianz der beiden Parteien gewann die Mandatsmehrheit (BJP 74 Wahlkreise, JD(U) 43 Wahlkreise). Der JD(U)-Vorsitzende Nitish Kumar wurde daraufhin am 16. November 2020 erneut als Chief Minister Bihars vereidigt.

## Wahlergebnisse
Im Folgenden sind die Wahlergebnisse zur Lok Sabha, bezogen auf ganz Indien, und zum Parlament von Bihar wiedergegeben. Nach der Wahl 2004 gewann JD(U) außerhalb Bihars keine Mandate mehr.
| Jahr | Wahl                              | Stimmen    | %      | Parlamentssitze | Anm.       |
| ---- | --------------------------------- | ---------- | ------ | --------------- | ---------- |
| 1999 | Wahl zur Lok Sabha 1999           | 11.282.084 | 3,10 % | 21/543          | [ Anm. 1 ] |
| 2000 | Parlamentswahl in Bihar 2000      | 2.396.677  | 6,47 % | 21/324          | [ Anm. 2 ] |
| 2004 | Wahl zur Lok Sabha 2004           | 9.144.963  | 2,35 % | 8/543           | [ Anm. 3 ] |
| 2005 | Parlamentswahl in Bihar Feb. 2005 | 3.564.930  | 14,6 % | 55/243          |            |
| 2005 | Parlamentswahl in Bihar Okt. 2005 | 4.819.759  | 20,5 % | 88/243          |            |
| 2009 | Wahl zur Lok Sabha 2009           | 6.331.079  | 1,52 % | 20/543          |            |
| 2010 | Parlamentswahl in Bihar 2010      | 6.561.906  | 22,6 % | 115/243         |            |
| 2014 | Wahl zur Lok Sabha 2014           | 5.992.281  | 1,08 % | 2/543           |            |
| 2015 | Parlamentswahl in Bihar 2015      | 6.417.041  | 16,8 % | 71/243          |            |
| 2019 | Wahl zur Lok Sabha 2019           | 8.926.679  | 1,47 % | 16/543          |            |
| 2020 | Parlamentswahl in Bihar 2020      | 6.484.441  | 15,4 % | 43/243          |            |

1. ↑  davon 18 in Bihar, 3 in Karnataka
2. ↑  Am 15. November 2000 wurde der Südteil Bihars unter dem Namen Jharkhand ein separater neuer Bundesstaat Indiens. Dadurch reduzierte sich die Zahl der Parlamentssitze in der gesetzgebenden Versammlung von Bihar von 324 auf 243.
3. ↑  davon 6 in Bihar, 1 in Uttar Pradesh, 1 in Lakshadweep